# Elspeth Denning
Elspeth Denning, född den 19 juni 1957 i Kenya, är en australisk landhockeyspelare.
Hon tog OS-guld i damernas landhockeyturnering i samband med de olympiska landhockeytävlingarna 1988 i Seoul.